# Can Camps (Canovelles)
Can Camps era una masia de Canovelles (Vallès Oriental) que formava part de l'Inventari del Patrimoni Arquitectònic de Catalunya. Va ser enderrocada i en el seu lloc es bastí un edifici contemporani.

## Descripció

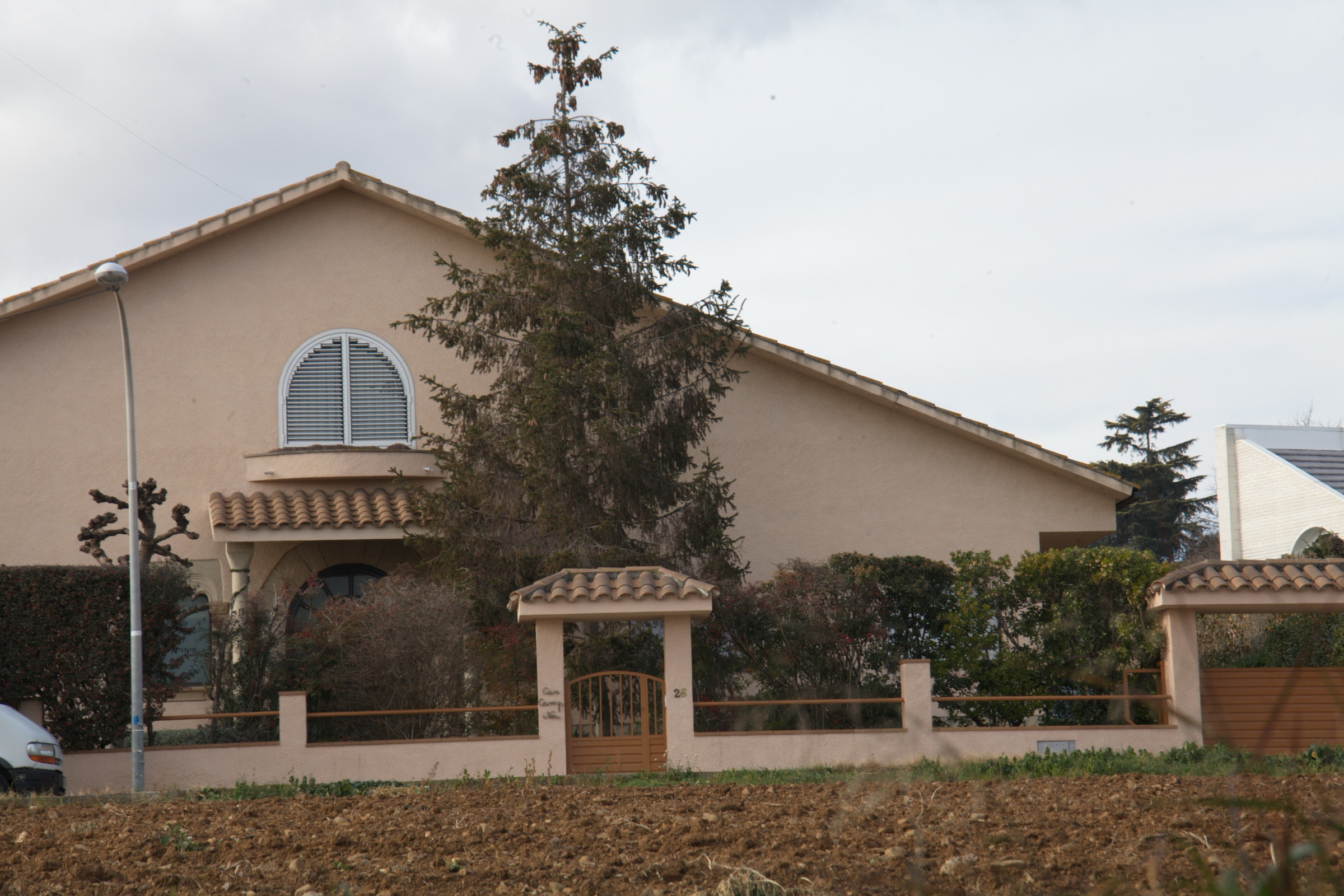
Can Camp nou. Edifici de nova factura que incorpora elements de la desapareguda masia de Can Camps de Canovelles

Era una masia orientada a migdia i formant un cos allargat que consta de planta i pis. Tenia la coberta a dues vessants amb el carener paral·lel a la façana i el portal d'arc de mig punt adovellat. La façana tenia dues finestres conopials de diferent mida, amb traceria i decoració floral. Estaven en molt mal estat de conservació, igual que la resta de la casa. Els materials eren pedra amb morter, carreus de pedra i teula àrab. Darrerament es trobava en un estat molt degradat i s'utilitzava com a magatzem i lloc per al bestiar.

## Història
El mas de Can Camps està documentat des del segle xiii. Durant un temps pertanyé als dominicans de Santa Caterina de Barcelona, establerts al santuari de Bellulla des de 1611 fins a 1835, en què foren desposseïts dels seus béns. A més d'aquest mas hi tenim els de Diviu Vell, Can Canyelles i Can Pertegàs.